# Cervone, Fastiv
Cervone (în ucraineană Червоне) este o comună în raionul Fastiv, regiunea Kiev, Ucraina, formată numai din satul de reședință.

## Demografie
Componența lingvistică a comunei Cervone
     Ucraineană (97,13%)
     Rusă (2,3%)
     Alte limbi (0,57%)
Conform recensământului din 2001, majoritatea populației comunei Cervone era vorbitoare de ucraineană (97,13%), existând în minoritate și vorbitori de rusă (2,3%).